# Desio
Desio (Dés in dialetto brianzolo) è un comune italiano di 41 650 abitanti della provincia di Monza e della Brianza in Lombardia.

## Storia

### Le origini

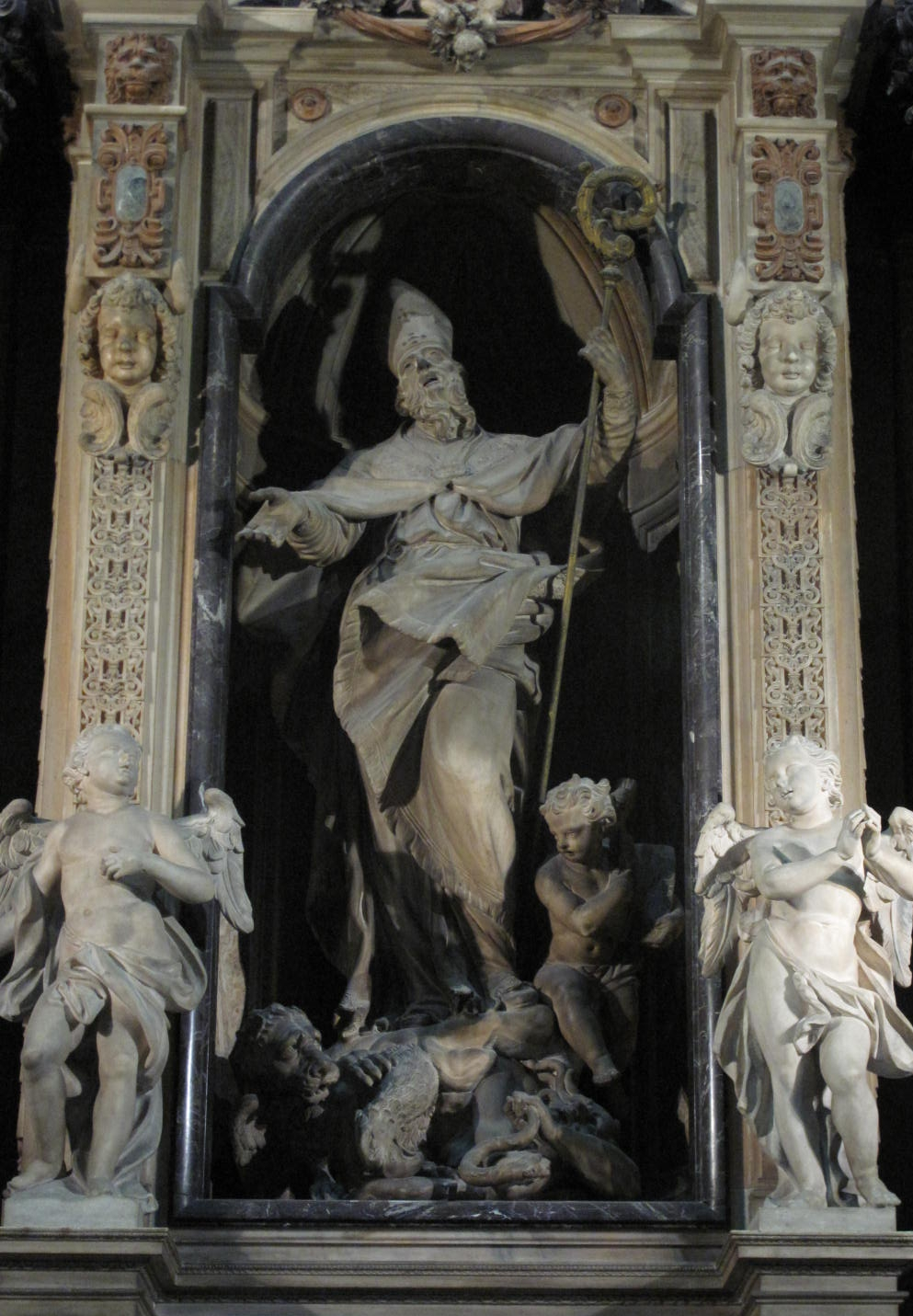
San Giovanni Bono, arcivescovo di Milano, fece costruire la prima chiesa parrocchiale di Desio

Da Dexium, nome latino di Desio, passava la via Mediolanum-Bellasium, che metteva in comunicazione Milano con Bellagio. Le origini dell'abitato di Desio sembrerebbero risalire all'epoca preromana, al tempo della dominazione dei galli insubri. Di questo periodo è stata infatti trovata un'ara sacrificale che porta incisa una dedicazione agli dei mani.
Secondo la toponomastica, il nome della città deriverebbe dall'espressione latina ad decimum in quanto il villaggio era situato a circa dieci miglia romane da Milano, mentre secondo altre fonti il nome sarebbe da far derivare dal dio romano Giove, a sua volta derivato dal greco Zeus, trasformato poi in Deus e quindi in Deussio, nome con cui il borgo rimase noto sino al X secolo.
Il borgo, noto con il toponimo di "Deussio", già all'epoca doveva trovarsi in una posizione strategica in campo commerciale dal momento che era situato lungo la strada che univa Milano a Como.
Desio iniziò ad acquisire rilevanza a partire dall'anno 649, quando l'arcivescovo di Milano, san Giovanni Bono, diede ordine di edificare a Desio una chiesa parrocchiale, dedicandola ai santi Siro e Materno, facendola rientrare nel suo progetto di conversione delle popolazioni di origine longobarda che evidentemente abitavano l'intera area. A questa chiesa fecero seguito quelle di San Giovanni Battista, di San Bartolomeo e del Santo Crocifisso nonché l'oratorio di San Pietro.
Da questa primitiva chiesa, nel corso di tutto il medioevo, crebbe e si sviluppò la Pieve di Desio che fece acquisire al borgo una notevole preminenza su molti altri centri abitati dell'area al punto che già nel XIII secolo Goffredo da Bussero nel suo Liber Notitiæ Sanctorum Mediolanensis la descriveva come a capo di quarantadue parrocchie.

### La battaglia di Desio ed il periodo medievale

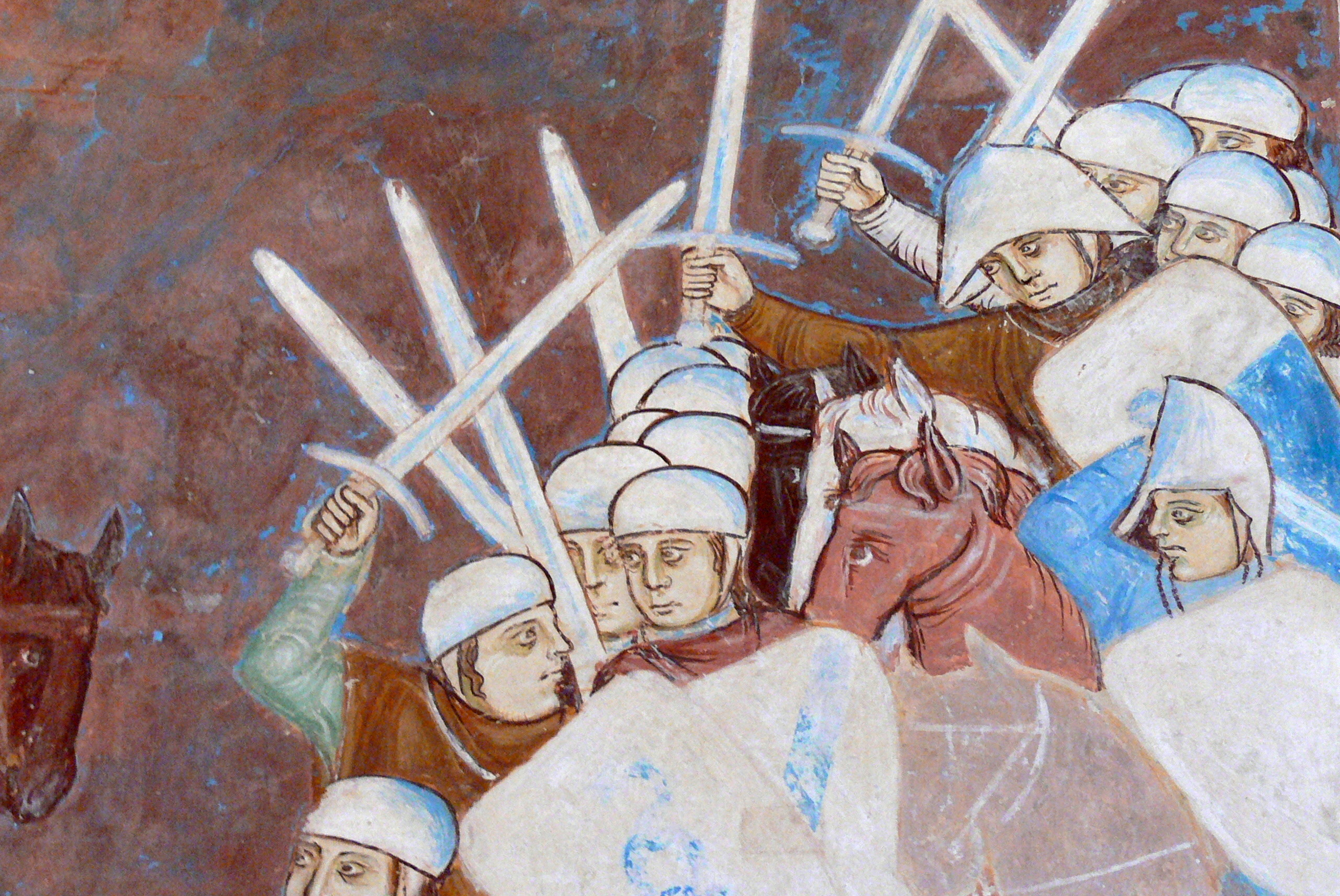
Scena della battaglia di Desio raffigurata ad affresco nella Rocca di Angera.

Il borgo di Desio rimase coinvolto nella lotta tra comuni e impero e venne quindi distrutta come altri centri abitati da Federico Barbarossa nella sua calata in Italia. Dopo la battaglia di Legnano, la città venne occupata dalla famiglia dei Torriani.
La fama di Desio nel medioevo rimase particolarmente legata a un episodio che vide la cittadina protagonista della scalata al potere dei Visconti per l'acquisizione del dominio su Milano: il 21 gennaio 1277, infatti, le fortificazioni evidentemente già presenti nel borgo vennero sfruttate dalle rispettive parti per lo scontro tra i Visconti e le forze di Napo Torriani, che si svolse, appunto, attorno alla torre annessa alla Basilica dei Santi Siro e Materno, nel centro città.
Lo scontro terminò con la vittoria di Ottone Visconti che a Desio catturò anche Guido della Torre e lo tenne prigioniero. Il Visconti inaugurò così i domini della propria dinastia su Milano che perdurarono sino al 1450] con l'avvento degli Sforza.
A questo stesso periodo risale la fondazione di un convento francescano che rimase attivo sino al 1777 quando venne soppresso e le sue strutture acquisite dalla famiglia Cusani. Sempre in paese trovò posto un insediamento produttivo diretto dai frati Umiliati per la produzione e la lavorazione della lana che incrementò notevolmente l'occupazione locale.
Nel corso del Trecento, Desio divenne una delle dimore di campagna preferite di Bernabò Visconti che qui fece erigere un castello con relativo fossato come residenza di caccia. I Visconti rimasero feudatari del borgo sino al 1429 quando la cittadina passò sotto la proprietà dei conti di Rho a cui rimase sino alla fine del secolo quando passò in dote a Ippolita, figlia di Ettore Fioramonte, sposa a sua volta di Ludovico Malaspina. Pur negli anni successivi, i conti di Rho rimasero comunque i principali possidenti dell'area: ancora nel catasto di Carlo V del 1521 ai fratelli conti Ottaviano e Scipione Rho, sono assegnate 1012 pertiche di terreno.

### Dal Cinquecento alla fine del Settecento

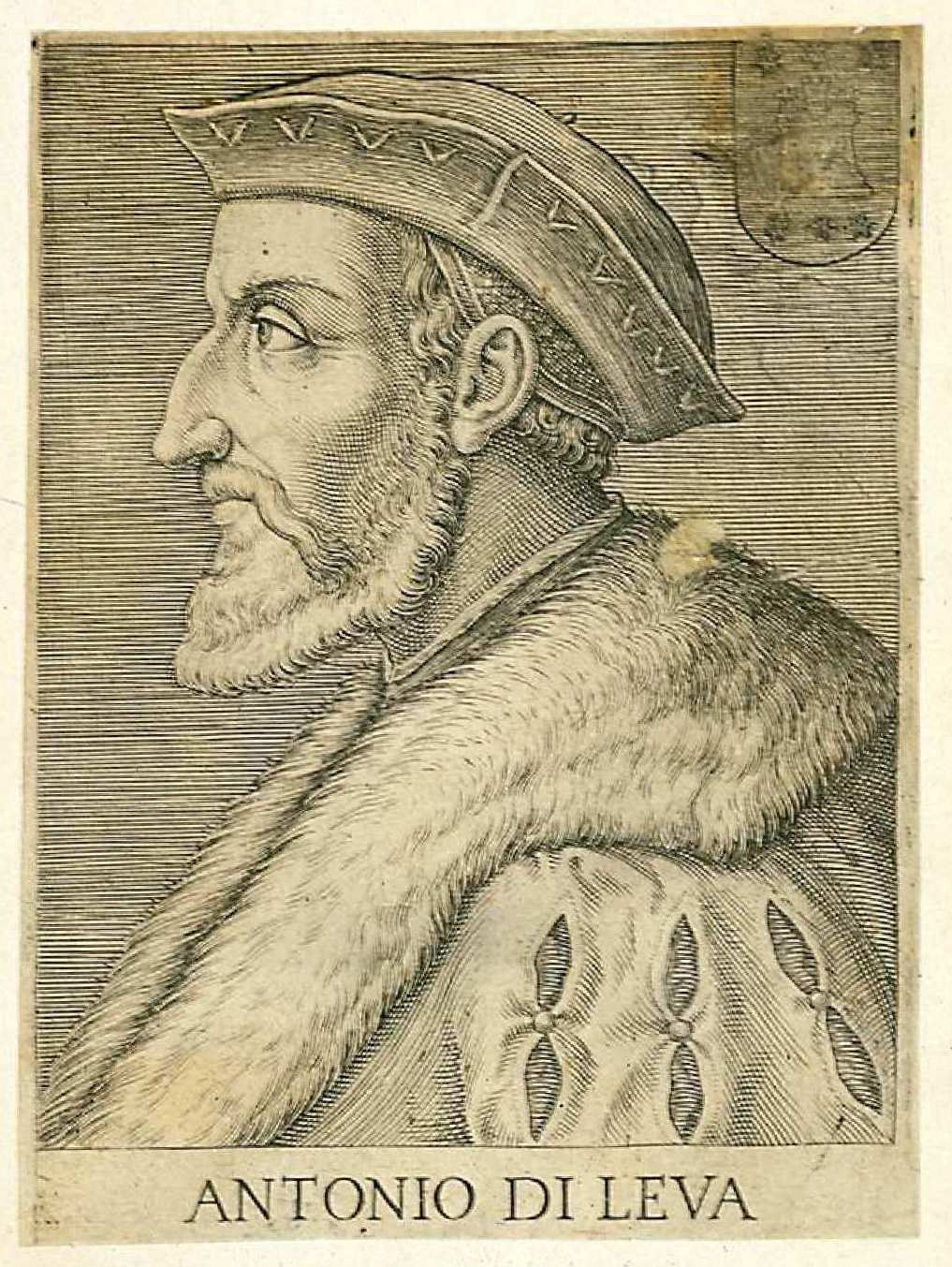
Antonio de Leyva fu feudatario di Desio.

Con il venire meno dell'influenza del Sforza sul ducato di Milano e con il tracollo segnato dall'ultima parte del governo di Ludovico il Moro, l'area del milanese venne scossa a fine Quattrocento da pesanti guerre che ne fiaccarono anche il contado. La città di Desio venne saccheggiata dai Lanzichenecchi che diedero fuoco al borgo intero e di cui ci ha lasciato testimonianza diretta anche Leonardo Da Vinci che ha fissato la scena dell'incendio in un disegno a schizzo oggi conservato nelle Collezioni Reali inglesi.
Dall'inizio del Cinquecento, la famiglia di Malaspina venne costretta a cedere il feudo agli spagnoli ed iniziò da qui un periodo di notevole decadenza per la città di Desio, colpita più volte dalla peste e da varie epidemie che provocarono la morte e l'emigrazione della popolazione, al punto che a metà Cinquecento essa contava appena cinquecento anime.
Nel 1580 in seguito alla morte senza discendenti del conte Guido Gallarati, Desio e il suo vicariato, comprendente la pieve di Desio e la pieve di Bollate, rientrarono nella Regia Camera come feudi camerali. Nel maggio di quell'anno il feudo venne acquistato da Giorgio Manriquez, esponente della famiglia Manriquez de Mendoza. Tale famiglia rimase feudataria di Desio sino alla seconda metà del XVIII secolo.
Carlo Borromeo, che visitò più volte il borgo, si prefissò di riordinare la vita religiosa del paese e sostenne fermamente il progetto affidato all'architetto Pellegrino Tibaldi di realizzare una nuova chiesa parrocchiale. Il cantiere, però, vide la luce solo nel 1652 e si concluse nel 1744 con la consacrazione del nuovo tempio sacro ad opera dell'arcivescovo Giuseppe Pozzobonelli.
La ripresa economica del paese si ebbe solo con l'arrivo degli austriaci nel Settecento e in particolare grazie al governo dell'imperatrice Maria Teresa dove iniziò a notarsi anche una sensibile ripresa demografica grazie anche alle recenti opportunità di lavoro createsi sul territorio. Il marchese Ferdinando Cusani, infatti, che aveva ereditato dai suoi antenati numerosi fondi a Desio ed una piccola villa di campagna, decise di ampliarla ed affidò a Giuseppe Piermarini l'incarico di costruirla.

### Dall'Ottocento ai giorni nostri

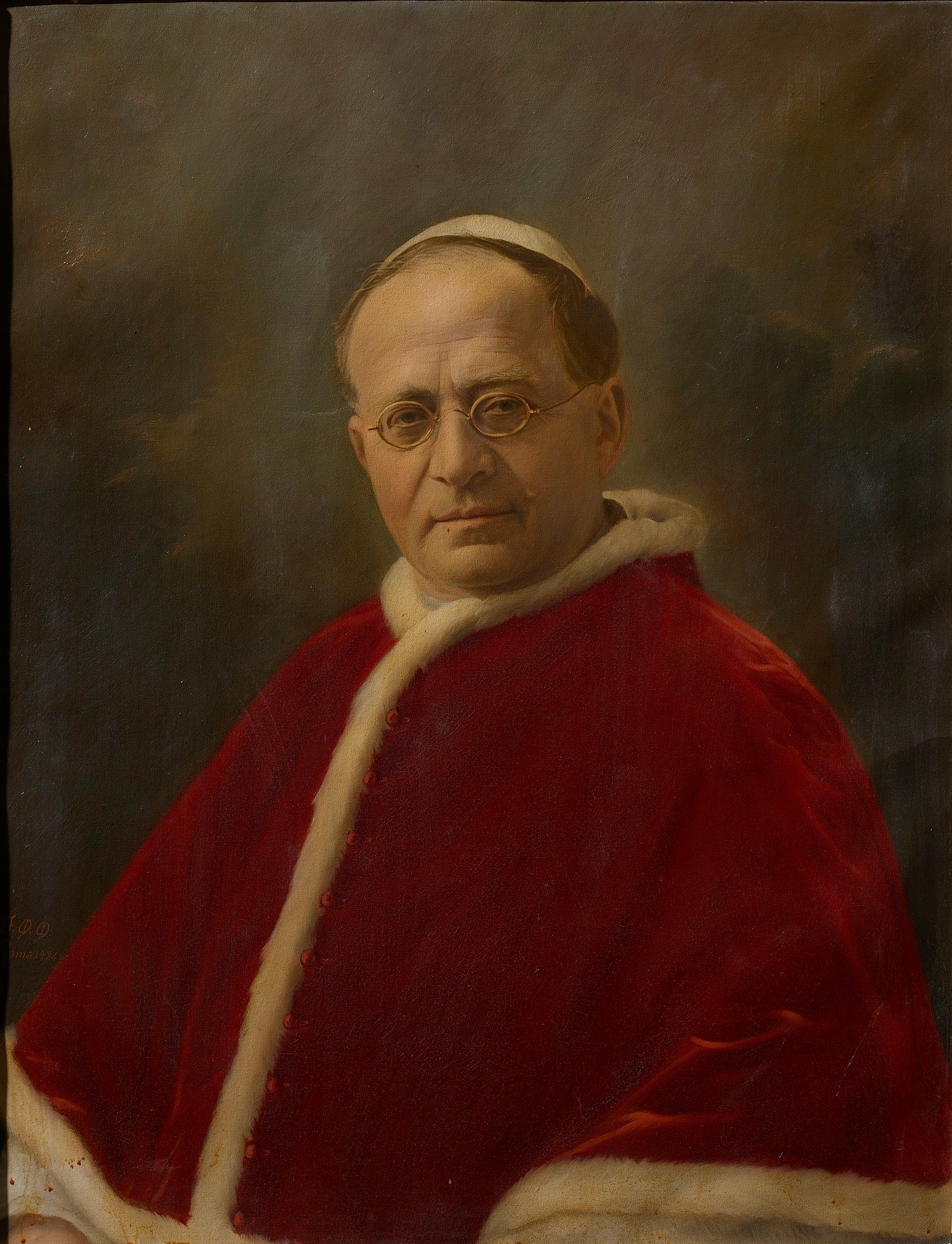
Papa Pio XI nacque a Desio nel 1857.

L'iniziale lenta ma progressiva crescita economica di Desio, ebbe una brusca accelerazione nel periodo immediatamente successivo all'unità d'Italia quando aprì i battenti il setificio "Egidio & Pio Gavazzi" che nel giro di pochi anni divenne uno dei principali setifici a livello mondiale.
Oltre al settore tessile, conobbe un grande sviluppo anche quello meccanico e quello del mobile.
Intanto la comunità cittadina si impegnò dalla fine del secolo per l'ampliamento dell'antica chiesa prepositurale con la costruzione di una grande cupola. La chiesa venne solennemente riconsacrata dall'arcivescovo Andrea Carlo Ferrari nell'agosto del 1895.
In breve tempo la città crebbe vertiginosamente al punto che già nel 1924 ottenne il riconoscimento del titolo di città, grazie anche all'influenza di un suo eminente cittadino, Achille Ratti, divenuto due anni prima papa con il nome di Pio XI.
Con il boom economico seguito al secondo dopoguerra, si inaugurò una nuova fase di espansione della città con la creazione di parecchi insediamenti produttivi, primo tra tutti lo stabilimento automobilistico Autobianchi.

### Simboli
La descrizione araldica dello stemma è la seguente:

Lo stemma del Comune di Desio è tradizionalmente fatto derivare dallo stemma dell'antica famiglia lombarda dei "da Dexio" da cui si pensa che il borgo possa avere tratto la propria denominazione. L'ordine degli smalti utilizzati oggi nello stemma comunale, risultano essere invertiti rispetto a quelli descritti nelle RR.LL.PP. di riconoscimento del 20 marzo 1924.
Gonfalone
(D.P.R. del 14 marzo 1979)
Bandiera

## Monumenti e luoghi d'interesse

### Architetture religiose

#### Basilica prepositurale plebana dei Santi Siro e Materno

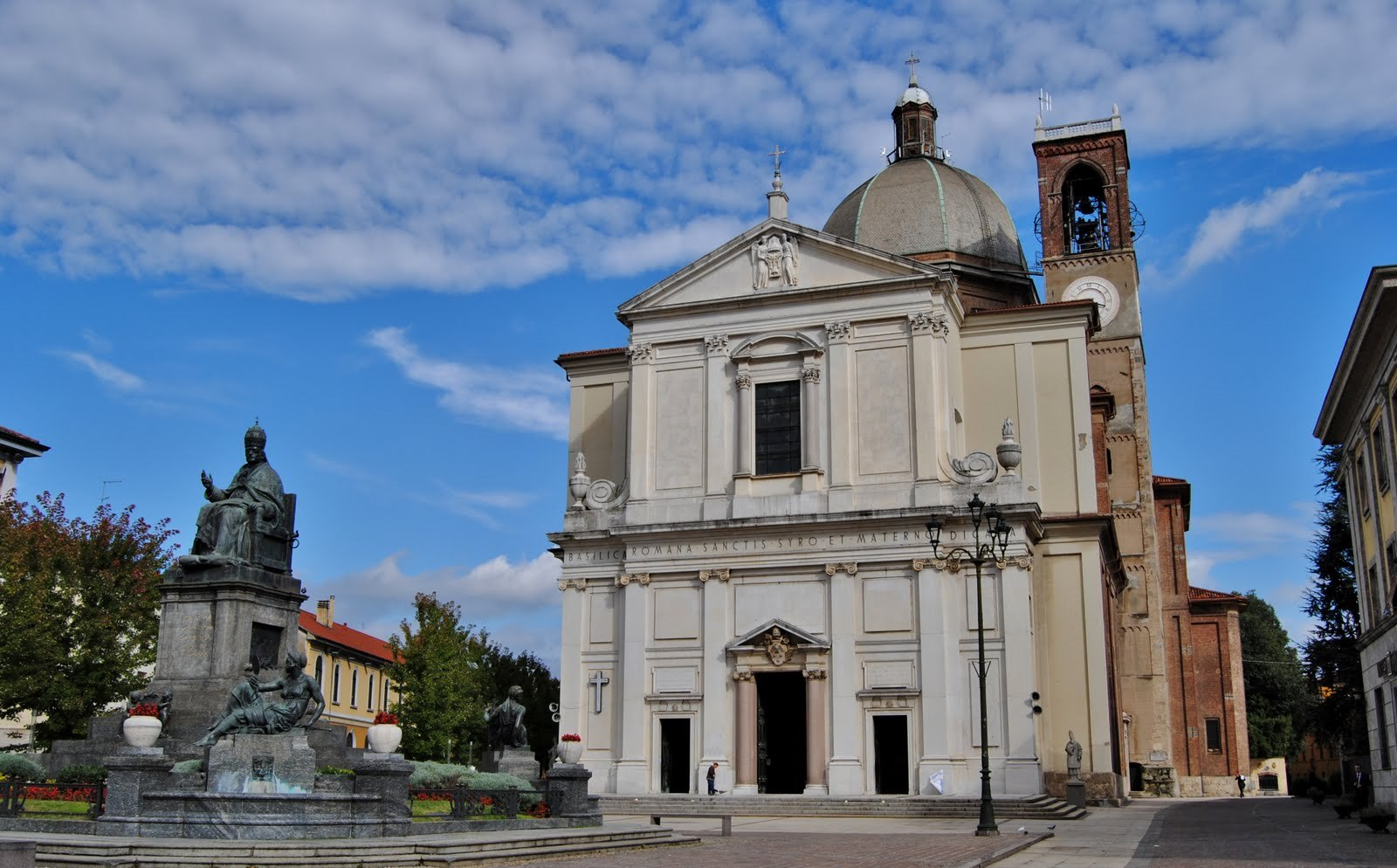
Basilica dei Santi Siro e Materno

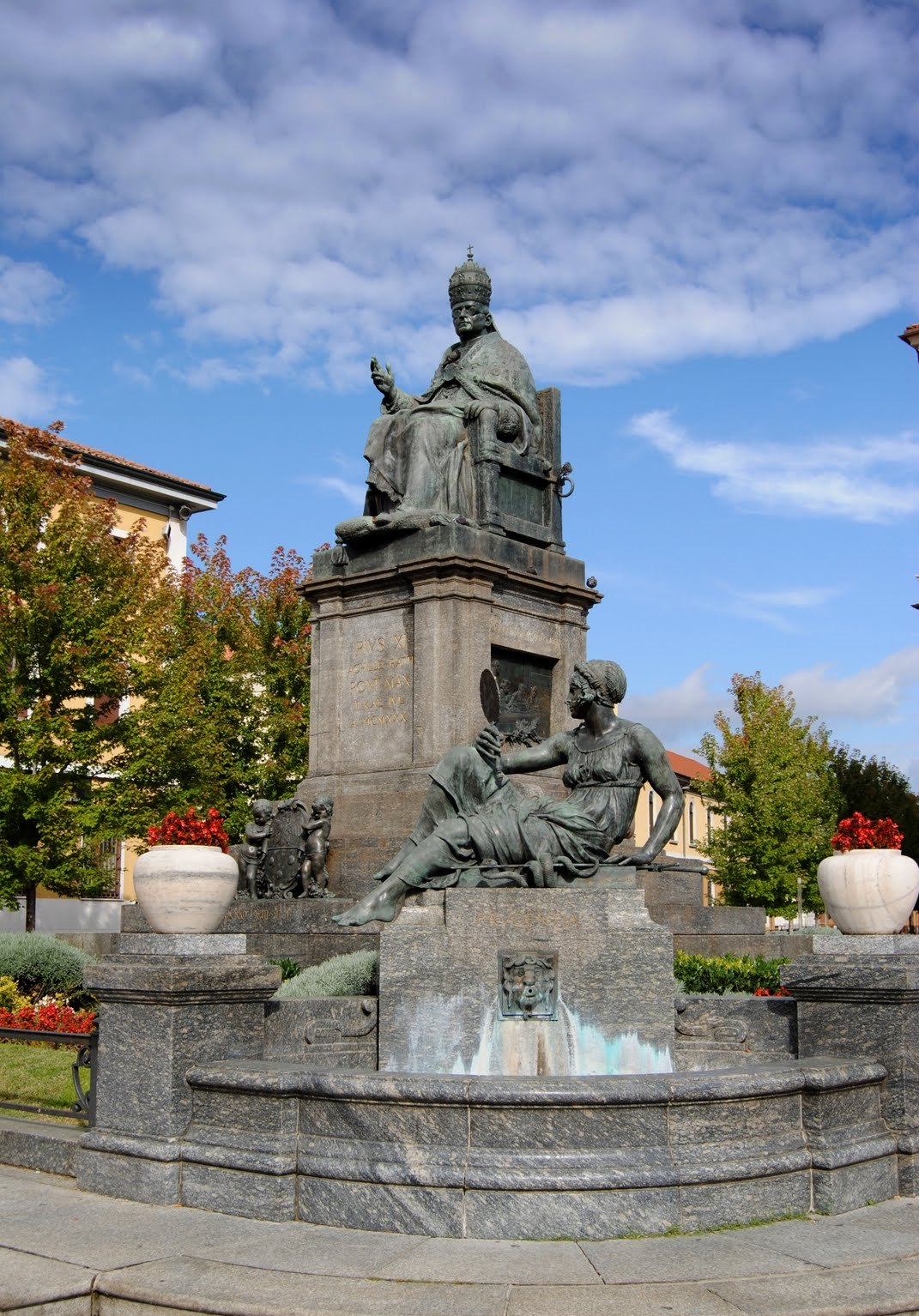
Monumento al papa Pio XI

In pieno centro cittadino, presso piazza Conciliazione, sorge la basilica prepositurale plebana dei Santi Siro e Materno, chiesa parrocchiale della città di Desio.
L'edificio attualmente presente è frutto di modificazioni e rifacimenti del primitivo tempio di culto fondato attorno alla metà del VII secolo dall'allora arcivescovo milanese San Giovanni Bono, come ricorda la tradizione per sancire la conversione dei longobardi della zona al cattolicesimo. L'edificio era all'epoca articolato su tre navate ed orientato verso l'asse est-ovest. Al suo interno, oltre all'altar maggiore, si trovavano due altari laterali.
La torre campanaria che ancora oggi è possibile vedere, ha origini risalenti all'inizio del Quattrocento quando questo dovette essere ricostruito dopo che il precedente era stato incendiato dai ghibellini milanesi per snidare i guelfi che vi si erano assediati all'interno. La base dell'antica torre campanaria, venne inglobata nel Cinquecento al resto della chiesa per andare a comporre il battistero. Il suo concerto di campane realizzato dal fonditore varesino Felice Bizzozero nel 1843; il campanone (Lab2 tuttora conservato nella casa del Papa) a seguito di un'incrinatura venne sostituito nel 2010 ad opera della fonderia di campane Allanconi di Bolzone di Ripalta Cremasca (Crema), purtroppo non paragonabile e ben integrato alle campane di Felice Bizzozero. Il suono delle campane è a doppio sistema elettrico e manuale (suono a corda e a festa "Campana Bèla", termine desiano per indicare una suonata a festa eseguita con la tastiera sul campanile) è tuttora attivo il "Gruppo Campanari della Basilica di Desio" Sono state effettuate quattro incisioni discografiche di queste campane, e nel 2003 la città di Desio ha ospitato il Raduno Nazionale Campanari.
Fu infatti Carlo Borromeo a volere la ricostruzione e l'ampliamento della chiesa di Desio ed incaricò il famoso architetto Pellegrino Tibaldi di stendere alcuni progetti che ad ogni modo non vennero cantierati. Nel 1652, finalmente, si aprì ufficialmente il cantiere per la nuova basilica con il progetto di demolire gran parte delle strutture esistenti per la nuova costruzione. Il progetto venne affidato a Camillo Ciniselli, architetto della fabbrica del duomo di Milano, mentre i lavori furono eseguiti sotto la direzione del capomastro Pietro Pozzi e tra il 1726 e il 1736 da Carlo Giuseppe Merlo. La chiesa venne costruita nei cento anni successivi, venendo consacrata solennemente solo nel 1744 dall'arcivescovo milanese Giuseppe Pozzobonelli.
Nell'Ottocento la chiesa venne decorata internamente e venne ulteriormente ampliata con la costruzione del transetto e l'elevazione della grande cupola del presbiterio per l'aumento della popolazione e l'insufficienza della capienza dell'aula. Nel 1857 in questa chiesa venne battezzato il futuro papa Pio XI. Dopo gli ultimi lavori la basilica venne consacrata dal cardinale Andrea Carlo Ferrari il 24 agosto 1895.
A lato della basilica è la piccola chiesa di Santa Maria.

#### Altre chiese
- Chiesa del Sacro Cuore (via Segantini)
- Chiesa di San Francesco (via G. Giusti)
- Santuario del Santo Crocifisso (via Lampugnani)
- Chiesa di Santa Maria (via Santa Maria)
- Chiesa parrocchiale dei Santi Pietro e Paolo (via Santa Caterina)
- Santuario della Madonna Pellegrina (via Milano)
- Chiesa parrocchiale San Pio X (via Garibaldi). Sul piccolo campanile è presente un concerto di 5 campane in Do4 fuso dalla fonderia Fratelli Barigozzi di Milano nel 1968. Il suono è completamente automatizzato.
- Chiesa parrocchiale San Giovanni Battista (via Di Vittorio). Sul particolare campanile sono collocate 8 campane in Fa3 fuse nel 2004 dalla fonderia Paolo Capanni di Castelnovo né Monti (Reggio Emilia). Il suono è a doppio sistema elettrico e manuale con corde e tastiera mobile. È presente il "Gruppo Campanari Tocchi e Rintocchi"
- Chiesa di San Rocco (via Monte Rosa)
- Chiesa parrocchiale di Sant'Apollinare (piazza Carendon, fraz. San Giorgio)
- Chiesa di San Giuseppe (fraz. San Giuseppe)

#### Cappelle
- Madonna del Pilastrell
- Madonna dei Boschi
- Santa Eurosia
- Santa Liberata
- Cappella dei Caduti
- Cappella degli Alpini
- Santi Siro e Materno

### Architetture civili

#### Villa Cusani Tittoni Traversi

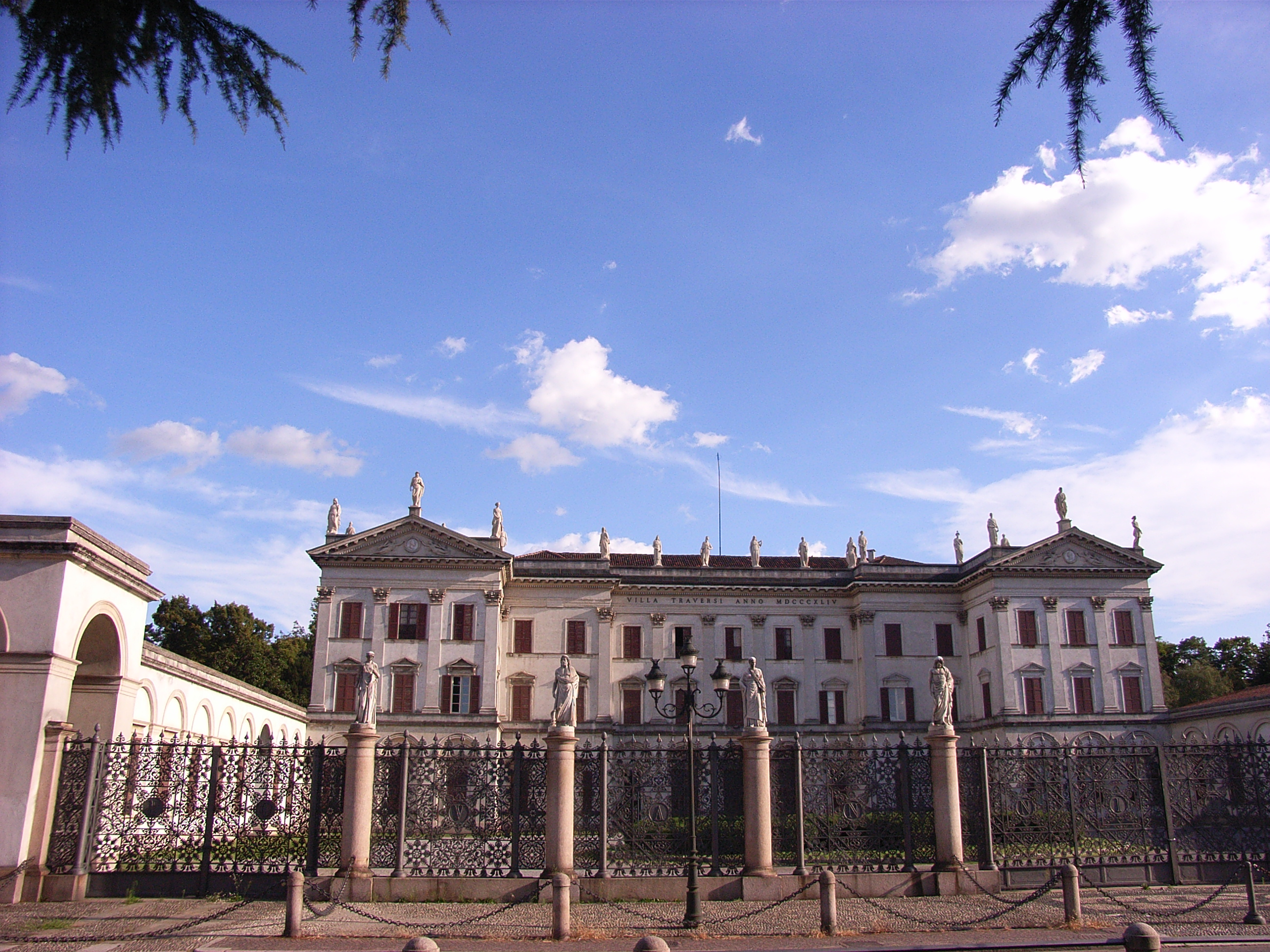
La Villa Cusani Traversi Tittoni a Desio, neoclassica opera dell'architetto Giuseppe Piermarini, successivamente rimaneggiata da Pelagio Palagi.

Fra le costruzioni di maggior rilievo della città di Desio merita una menzione particolare Villa Cusani Tittoni Traversi (XVIII secolo), ideata e progettata dall'architetto Giuseppe Piermarini per conto della ricca famiglia milanese dei marchesi Cusani che qui possedettero proprietà dal XVII secolo. Dal 2003, sede del Museo dedicato allo scultore milanese (Giuseppe Scalvini), vi sono conservate trentacinque sculture tra gessi cere e bronzi e oltre venti disegni originali del Maestro milanese. Curatrice della donazione è l'Associazione Amici del Museo Scalvini, con sede in Desio.
All'interno del suo parco, che originariamente aveva dimensioni ben più estese rispetto all'attuale è situata la Torre del Palagi (XIX secolo), progettata dall'architetto bolognese Pelagio Pelagi. Attualmente è sede di un museo di minerali, e in precedenza il complesso di cui fa parte ha ospitato un convento francescano.

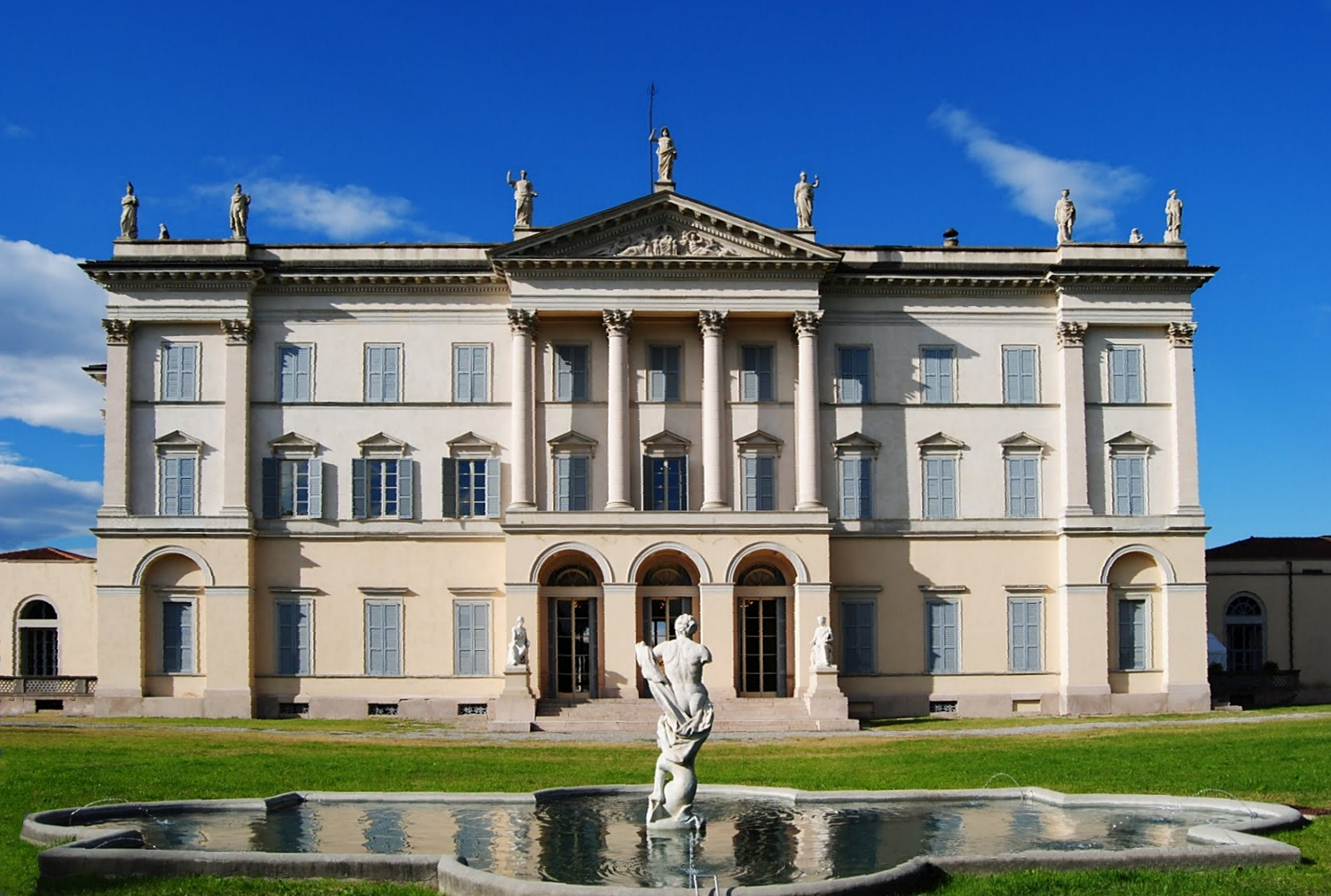
Villa Cusani Traversi Tittoni, la facciata verso il giardino

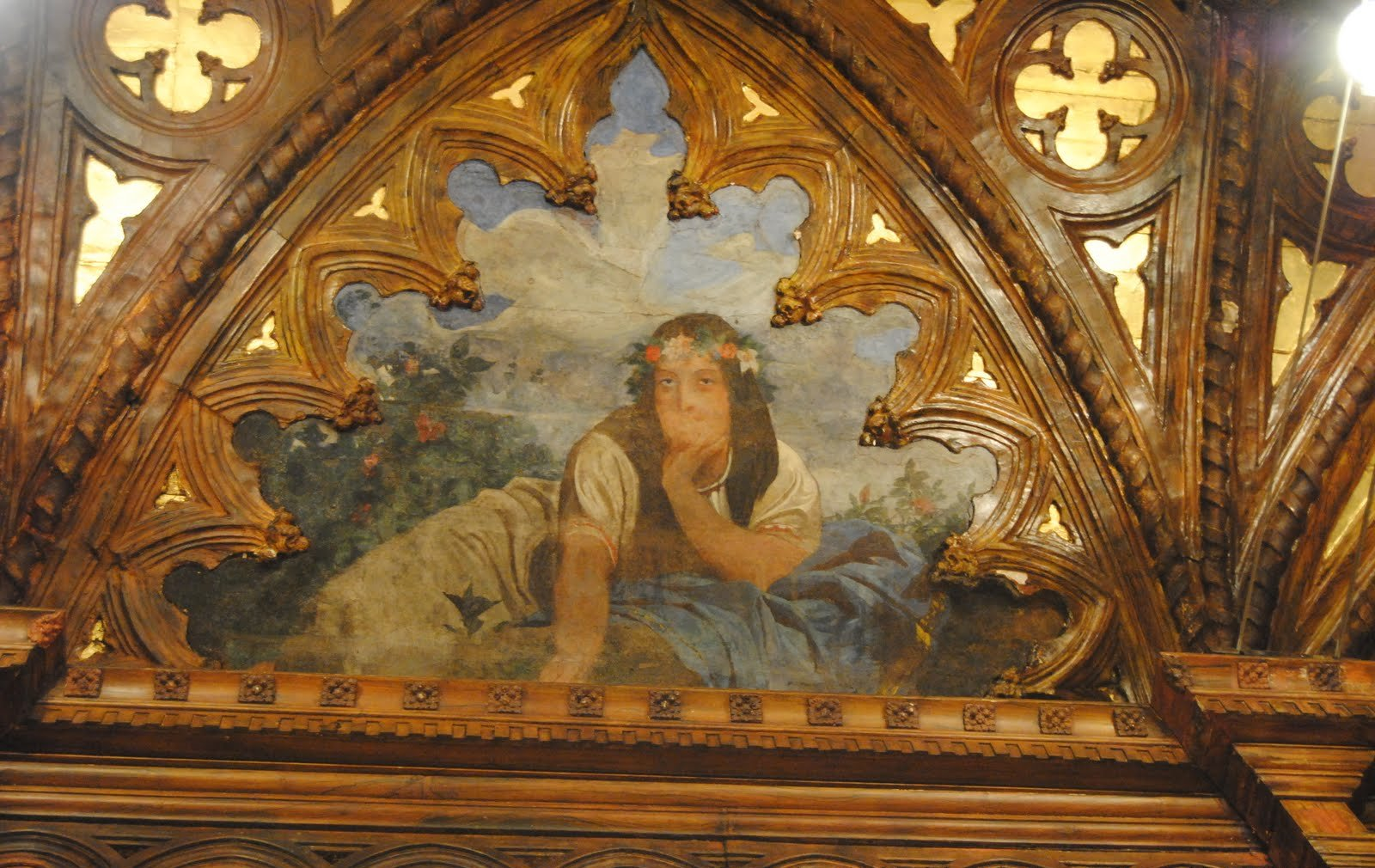
Villa Cusani Traversi Tittoni, particolare di un interno.

#### Altre ville
- Villa Arienti Lissoni
- Villa Bonomi Cereda Gavazzi Aliprandi
- Villa Klinkman
- Villa Dal Pozzo Terzi
- Villa Fontana Colleoni
- Villa Conte Longoni
- Villa Labus
- Villa Longoni
- Villa Lucchini
- Villa Paleari
- Villa Egidio Gavazzi
- Villa Ferrario Buttafava

### Statue e lapidi
- Monumento a papa Pio XI
- Monumento a re Umberto I
- Monumento a don Giussani
- Monumento a Papa Giovanni Paolo II
- Monumento alla Repubblica
- Monumento a Pertini
- Monumento dell'Alpino
- Monumento al Bersagliere
- Monumento al Bandista
- Monumento a Garibaldi
- Monumento a Vittorio Emanuele II
- Monumento al garibaldino Vaj

La stazione FS è fra le poche al mondo ad essere ubicata sopra un ponte.

## Società

### Evoluzione demografica
Abitanti censiti

### Etnie e minoranze straniere
Secondo i dati ISTAT al 31 dicembre 2010 la popolazione straniera residente era di 3 244 persone, pari al 7,97% di tutti i residenti. Le nazionalità maggiormente rappresentate in base alla loro percentuale sul totale della popolazione residente erano:
1. Romania, 766
2. Pakistan, 655
3. Ecuador, 223
4. Ucraina, 216
5. Albania, 205
6. Marocco, 196
7. Perù, 127
8. Tunisia, 122
9. Cina, 101
10. Moldavia, 78

### Religione
A Desio operano numerosi istituti religiosi: le Ancelle della Carità, che vi hanno la loro casa provincializia, le Figlie della Croce, che vi gestiscono una scuola, la Pia Società di San Francesco Saverio per le Missioni Estere, con una casa di formazione per seminaristi.

### Tradizioni e folclore
Indicata dai Romani come Ad decimum (ossia alla decima pietra miliare sulla strada da Milano a Como), nel medioevo (20 gennaio 1277) Desio fu teatro di una grande battaglia (Battaglia di Desio) tra i Visconti e i Della Torre (Torriani) per il predominio nella città di Milano, con la vittoria di Ottone Visconti.
A Desio si svolge una rievocazione della battaglia: un corteo di oltre cinquecento figuranti vestiti con abiti che ricordano quelli dell'epoca si snoda per le vie di Desio percorrendo le varie contrade (Piazza, Büsasca, Bassa, Dügana, Santi Pietro e Paolo, San Pietro al Dosso, San Carlo, San Giorgio, Prati, Foppa, San Giovanni) per poi terminare nella piazza, dove viene disputata la tradizionale staffetta con gli zoccoli in cui le contrade si sfidano. La manifestazione è chiamata Palio degli Zoccoli.
La prima edizione Palio degli Zoccoli risale al 1989. La manifestazione si svolge ogni anno nel mese di giugno, e vi partecipano le undici contrade che prendono ispirazione dalle corporazioni che si suppone esistessero nel borgo di Desio all'epoca, formando un corteo composto da oltre cinquecento figuranti in abiti storici che sfila per le vie della città. Al termine si svolge la corsa a staffetta lungo le vie che costeggiano la Basilica dei S. S. Siro e Materno, alla quale ogni contrada partecipa con due contradaioli. La particolarità di questa gara è costituita dalle calzature degli atleti, che sono zoccoli in legno calzati su piedi nudi: la tradizione locale infatti vuole che durante il governo dei Torriani fosse proibito alla popolazione del borgo di calzare zoccoli di legno, perché il rumore delle suole battute sul selciato faceva fuggire la selvaggina dai boschi circostanti, dichiarati riserva di caccia per i passatempi degli uomini di governo. I Visconti liberatori invece avrebbero ripristinato le antiche libertà, consentendo l'uso degli zoccoli.

## Cultura

### Istruzione
- Collegio Arcivescovile "Pio XI" (chiuso nel 2017)
- Collegio "Paola Di Rosa"
- Istituto Tecnico Industriale Statale "Enrico Fermi"
- Liceo Scientifico e Classico "Ettore Majorana"

### Biblioteche
La biblioteca civica di Desio fa parte del Sistema Bibliotecario BrianzaBiblioteche.

### Stampa
- Il Cittadino di Monza e Brianza
- Il Giornale di Desio, settimanale d'informazione in edicola ogni martedì e giovedì.
- Desio Brianza live, poi denominato Brianza live, rivista bimensile sulle eccellenze dell'area
- Il Punto, periodico di attualità dedicato a Desio e alla Brianza

## Economia
Fin dagli inizi del XX secolo Desio ha sviluppato un notevole comparto industriale, è un centro industriale del tessile, con il Lanificio Targetti, lo Stabilimento del Porta, poi divenuto Gavazzi, per la seta, il cotonificio Tessitura di Desio (Pallavicini). È sede del Gruppo Banco di Desio. Ha ospitato anche l'Autobianchi, entrata successivamente nell'orbita della Fiat.

## Infrastrutture e trasporti
La stazione di Desio è posta sulla linea ferroviaria Chiasso-Milano, ed è servita dai treni suburbani delle linee S9 e S11.
Nell'aprile 2023 sono stati avviati i lavori di costruzione della tranvia Milano-Seregno, che prevede complessivamente sette fermate nel territorio comunale di Desio.
Tra il 1982 e il 2011 Desio fu capolinea della tranvia interurbana Milano-Desio, gestita dall'ATM, che sino al 1982 proseguiva verso nord in direzione di Giussano e terminava a Carate Brianza. Attualmente la linea tranviaria è sostituita dalla linea autobus 166 di ATM. Dal 1910 al 1952 Desio fu anche servita dalla tranvia Monza–Meda–Cantù.

## Amministrazione

Gonfalone civico

| Periodo          | Periodo          | Primo cittadino     | Partito            | Carica      | Note          |
| ---------------- | ---------------- | ------------------- | ------------------ | ----------- | ------------- |
| 28 giugno 1994   | 15 maggio 1995   | Stefano Fontana     | Lega Nord          | Sindaco     | [ 16 ]        |
| 15 maggio 1995   | 4 dicembre 1995  | Antonio Pusateri    | -                  | Commissario | [ 17 ]        |
| 4 dicembre 1995  | 1º maggio 2000   | Luigi Mariani       | PDS L'Ulivo        | Sindaco     | [ 18 ]        |
| 1º maggio 2000   | 5 aprile 2005    | Salvatore Pugliese  | Casa delle Libertà | Sindaco     | [ 19 ]        |
| 5 aprile 2005    | 26 novembre 2010 | Giampiero Mariani   | Casa delle Libertà | Sindaco     | [ 20 ] [ 21 ] |
| 26 novembre 2010 | 30 maggio 2011   | Maria Carmela Nuzzi | -                  | Commissario | [ 22 ]        |
| 30 maggio 2011   | 18 ottobre 2021  | Roberto Corti       | PD                 | Sindaco     | [ 23 ] [ 24 ] |
| 18 ottobre 2021  | 9 gennaio 2025   | Simone Gargiulo     | Lega-FdI           | Sindaco     | [ 25 ]        |
| 10 gennaio 2025  | 26 maggio 2025   | Alfonso Terribile   | -                  | Commissario | [ 26 ]        |
| 26 maggio 2025   | In carica        | Carlo Moscatelli    | PD                 | Sindaco     |               |

## Sport
La massima espressione sportiva cittadina è rappresentata dalla Pallacanestro Aurora Desio, militante nel campionato di Serie B e vanta fra gli anni ottanta e anni novanta 10 stagioni consecutive fra serie A1 e A2 prima del fallimento nel 1994.
La squadra cittadina di calcio è l'Unione Sportiva Aurora Desio, che ha dato inizio alla carriera di diversi campioni del passato, tra cui Gabriele Oriali.
L'Aurora ha siglato un gemellaggio per la legalità, di eco nazionale, con la prima e unica Scuola calcio Etica d'Italia, lo Sporting Gioiosa, gestita da Libera; inoltre ha avviato per prima in Italia il progetto innovativo "The other foot", nato in Scozia, per addestrare il piede debole dei giovani calciatori.
Fino al 2020 era presente anche l'Associazione Calcio Desio, attualmente sciolta.
A Desio è presente inoltre la squadra di nuoto Team Lombardia.
Altra società sportiva è la Ginnastica San Giorgio '79, società di ginnastica ritmica che milita in Serie A1. Grazie ai suoi successi e potendo disporre di una struttura ampia quale il PalaDesio, è diventata la sede del centro Tecnico Federale della squadra nazionale di ginnastica ritmica
Ha sede nel Comune la Scherma Desio, fondata nel 1989, che ha conquistato titoli nazionali negli anni novanta ed è centro federale per la formazione dei Tecnici.
La città dispone del PalaDesio, una struttura con una capienza di 6.700 posti.
Desio ha ospitato l'ultima tappa del Giro d'Italia femminile 2008.